# Don Harvey (Schauspieler, 1960)

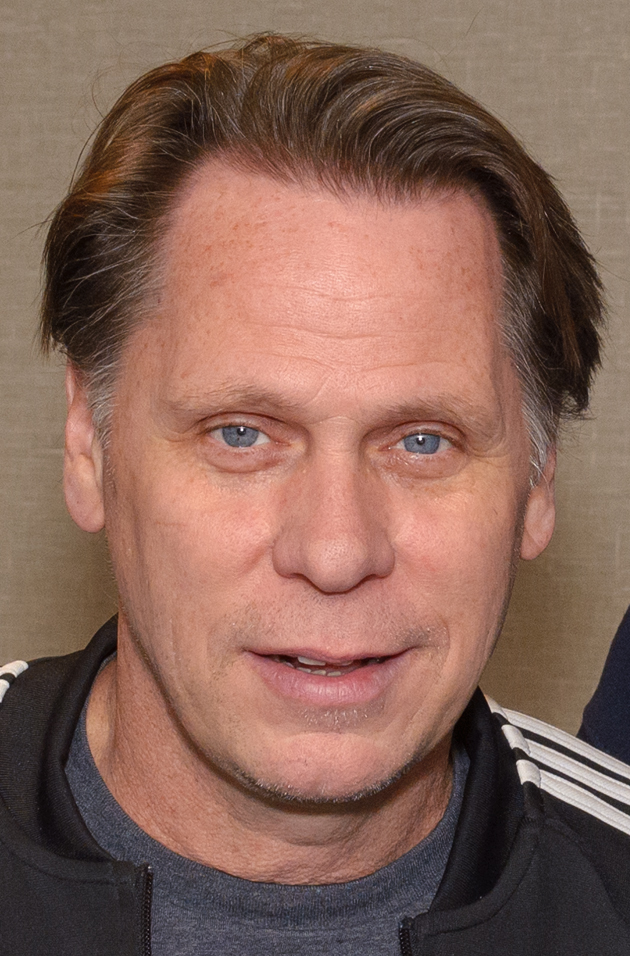
Don Harvey, 2017

Donald Patrick Harvey II (* 31. Mai 1960 in St. Clair Shores, Michigan) ist ein US-amerikanischer Schauspieler und Synchronsprecher.

## Leben
Don Harvey wurde in St. Clair Shores, Michigan als sechstes von acht Kindern geboren. Bereits in der High School begann er mit Schauspielerei. Er studierte an der University of Michigan Englisch und Wirtschaftswissenschaften und besuchte auch die Yale School of Drama, welche er mit einem Masters of Fine Arts Titel abschloss.
Als Filmschauspieler trat Harvey seit den späten 1980er Jahren auf und war bisher in über 70 Film- und Fernsehproduktionen zu sehen. So spielte er Nebenrollen in namhaften Filmen wie Die Verdammten des Krieges (1989), Stirb langsam 2 (1990) und Der schmale Grat (1998). Ebenfalls erwähnenswert ist seine Verkörperung des Baseballspielers Swede Risberg in John Sayles Acht Mann und ein Skandal. Im Fernsehen trat er unter anderem in Serien wie Miami Vice, New York Cops – NYPD Blue, Pretender, Medium – Nichts bleibt verborgen und Numbers – Die Logik des Verbrechens auf.

## Filmografie (Auswahl)
- 1987: Creepshow 2
- 1987: The Untouchables – Die Unbestechlichen (The Untouchables)
- 1988: Acht Mann und ein Skandal (Eight Men Out)
- 1988: Miami Vice (Fernsehserie) S04/E17
- 1988: Bestie Krieg (The Beast)
- 1988: After School
- 1989: Die Verdammten des Krieges (Casualties of War)
- 1990: Stirb langsam 2 (Die Hard 2: Die Harder)
- 1991: Hudson Hawk – Der Meisterdieb (Hudson Hawk)
- 1992: Prey of the Chameleon
- 1992: American Heart – Die zweite Chance (American Heart)
- 1994: The Glass Shield
- 1994: Men of War
- 1995: Tank Girl
- 1995: Waterworld
- 1996: Last Dance
- 1997: Das Relikt (The Relic)
- 1998: The Continued Adventures of Reptile Man
- 1998: Der schmale Grat (The Thin Red Line)
- 1999: Out of the Cold
- 1999: Sparkler
- 1999: Lebenslänglich (Life)
- 1999: Undercover – In Too Deep (In Too Deep)
- 1999: King of Queens (The King of Queens, Fernsehserie, Folge 2x01)
- 2000: Batman of the Future (Batman Beyond)
- 2001: Riders
- 2002: Highway
- 2004: She Hate Me
- 2004: Corn
- 2005: Swimmers
- 2005: Medium – Nichts bleibt verborgen (Medium, Fernsehserie, Folge 1x09)
- 2007: Bernard and Doris
- 2008: Frame of Mind
- 2008: Anamorph – Die Kunst zu töten (Anamorph)
- 2009: Numbers – Die Logik des Verbrechens (NUMB3RS, Fernsehserie, Folge 5x16)
- 2011: Criminal Minds (Fernsehserie, Folge 6x15)
- 2012: Good Wife (The Good Wife, Fernsehserie, Folge 4x06)
- 2013: Justified (Fernsehserie, Folge 4x02)
- 2014: 96 Hours – Taken 3 (Taken 3)
- 2015: Stalker (Fernsehserie, Folge 1x12)
- 2015: Vor ihren Augen (Secret in Their Eyes)
- 2017: Gangster Land (In the Absence of Good Men)
- 2017: Small Town Crime
- 2017–2018: The Deuce (Fernsehserie, 13 Folgen)
- 2018: Die Wahrheit über den Fall Harry Quebert (The Truth About the Harry Quebert Affair, Fernsehserie, 10 Folgen)
- 2022: We Own This City (Miniserie, 6 Folgen)